# Kudigere, Sagar
Kudigere là một làng thuộc tehsil Sagar, huyện Shimoga, bang Karnataka, Ấn Độ.